# Chobot Ferenc
Chobot Ferenc (Igrám, 1860. szeptember 26. – Romhány, 1931. január 16.) római katolikus pap, prépost-plébános, egyházi író, történész.

## Élete
Középiskolába Pozsonyban, Nyitrán, illetve Nagyszombatban járt. Kassán tett érettségit mint papnövendék, majd Vác városában végzett teológiát, s 1883-ban felszentelték. A következő évben nevelőként működött gróf Keglevich Gábor (főispán) gyermekeinél, majd káplán volt Taksonyban és Tápióbicskén. Négy éven át nevelő volt Cziráky Antal gróf családjában. 1889 és 1891 között Szentes és Cegléd városaiban káplán, 1892 és 1895 között a váci papnevelő intézet alkormányzója. 1895 és 1910 között Rákospalotán volt plébános, majd haláláig Romhányban tevékenykedett ugyanezen minőségben, ahol ezenkívül kerületi esperes is volt. Rákospalotán nagyrészt saját pénzén építtette fel a román stílusú Magyarok Nagyasszonya templomot, illetve két iskolát, bérházat és egy apácazárdát is. 1915-ben a Szent István Tudományos Akadémia II. szakosztályának lett tagja.

## Művei
- Alakítsunk fogyasztási szövetkezetet, Budapest, 1898
- Jézus Krisztus egyházának története I–III., Budapest, 1907
- A pápák története, Rákospalota, 1909
- A romhányi plébánia története, Budapest, 1913
- A váci egyházmegye történeti névtára I–II., Vác, 1915–1917

## Műfordításai
- Rövid elmélkedések Jézus Krisztus kínszenvedéseiről a nagyböjt minden napjára. Írta R. F. Clarke. Ford. Budapest, 1913.
- Nagy igazságok. Rövid adventi elmélkedések. Írta F. R. Clarke. Ford. Budapest, 1928.